# Knut Dretting
Knut Dretting, döpt 16 maj 1647 i Gammalkils socken, Östergötlands län, död 27 maj 1717 i Rystads socken, Östergötlands län, han var kyrkoherde i Rystads pastorat.

## Biografi
Dretting döptes 16 maj 1647 på Drättinge i Gammalkils socken. Han var son till bonden Simon Knutsson och Karin Larsdotter. Dretting blev 1670 student vid Uppsala universitet 1671 blev han student vid Kungliga Akademien i Åbo. Han återvände till Uppsala 12 november 1675. Dretting blev 1680 konsistorienotarie i Linköpings stift. Den 21 december 1683 prästvigdes han. Dretting blev 1691 kyrkoherde i Rystads församling. Han avled 27 maj 1717 i Rystads socken.

### Familj
Dretting gifte sig 27 januari 1680 med Elisabeth Valentinsdotter Wefver (1653-1709). Hon var dotter till en borgare i Linköping. De fick tillsammans barnen Maria (född 1682), Helena (1685-1708), Anna och Anders (född 1691).